# Cryptochilus
Cryptochilus – rodzaj roślin z rodziny storczykowatych (Orchidaceae). Obejmuje 8 gatunków występujących w Azji Południowo-Wschodniej w takich krajach i regionach jak: Asam, Bangladesz, południowe Chiny, Himalaje, Hajnan, Laos, Mjanma, Nepal, Tajlandia, Tybet, Wietnam.

## Systematyka
Rodzaj sklasyfikowany do podplemienia Eriinae w plemieniu Podochileae, podrodzina epidendronowe (Epidendroideae), rodzina storczykowate (Orchidaceae), rząd szparagowce (Asparagales) w obrębie roślin jednoliściennych.
Wykaz gatunków
- Cryptochilus acuminatus (Griff.) Schuit., Y.P.Ng & H.A.Pedersen
- Cryptochilus ctenostachyus Gagnep.
- Cryptochilus luteus Lindl.
- Cryptochilus petelotii Gagnep.
- Cryptochilus roseus (Lindl.) S.C.Chen & J.J.Wood
- Cryptochilus sanguineus Wall.
- Cryptochilus siamensis (Schltr.) Schuit., Y.P.Ng & H.A.Pedersen
- Cryptochilus strictus (Lindl.) Schuit., Y.P.Ng & H.A.Pedersen